# 오스트레일리아 여자 농구 국가대표팀
오스트레일리아 여자 농구 국가대표팀(영어: Australia women's national basketball team)은 오스트레일리아의 여자 농구 대표팀이다. 올림픽 농구 본선에 10번 출전하여 은메달 3개를 획득했으며 FIBA 농구 월드컵 본선에 16번 출전하여 2006년 대회에서 우승을 차지하였다.

## 같이 보기
- 오스트레일리아 농구 국가대표팀
- 올림픽 농구 메달리스트 목록